# Tondeuse à gazon
Pour d'autres sens du terme « tondeuse », voir Tondeuse.
« Tonte de pelouse » redirige ici.  Pour d'autres sens du terme « tonte », voir Tonte.
Une tondeuse à gazon est une machine manuelle ou motorisée, qui sert à couper l'herbe des gazons et pelouses de manière à obtenir une surface d'une hauteur régulière et à réduire la hauteur de l'herbe.

## Histoire
La tondeuse a été inventée par Edwin Beard Budding en 1830. Elle était principalement destinée aux terrains de sports, aux parcs et grands jardins. Son développement coïncide avec le développement en Grande-Bretagne de plusieurs sports, tels le cricket, le football, le rugby à XV ou encore le golf, qui se jouent sur des surfaces en herbe. Jusqu'alors, la coupe de l'herbe se faisait manuellement, à la faux.

## Énergie de motorisation

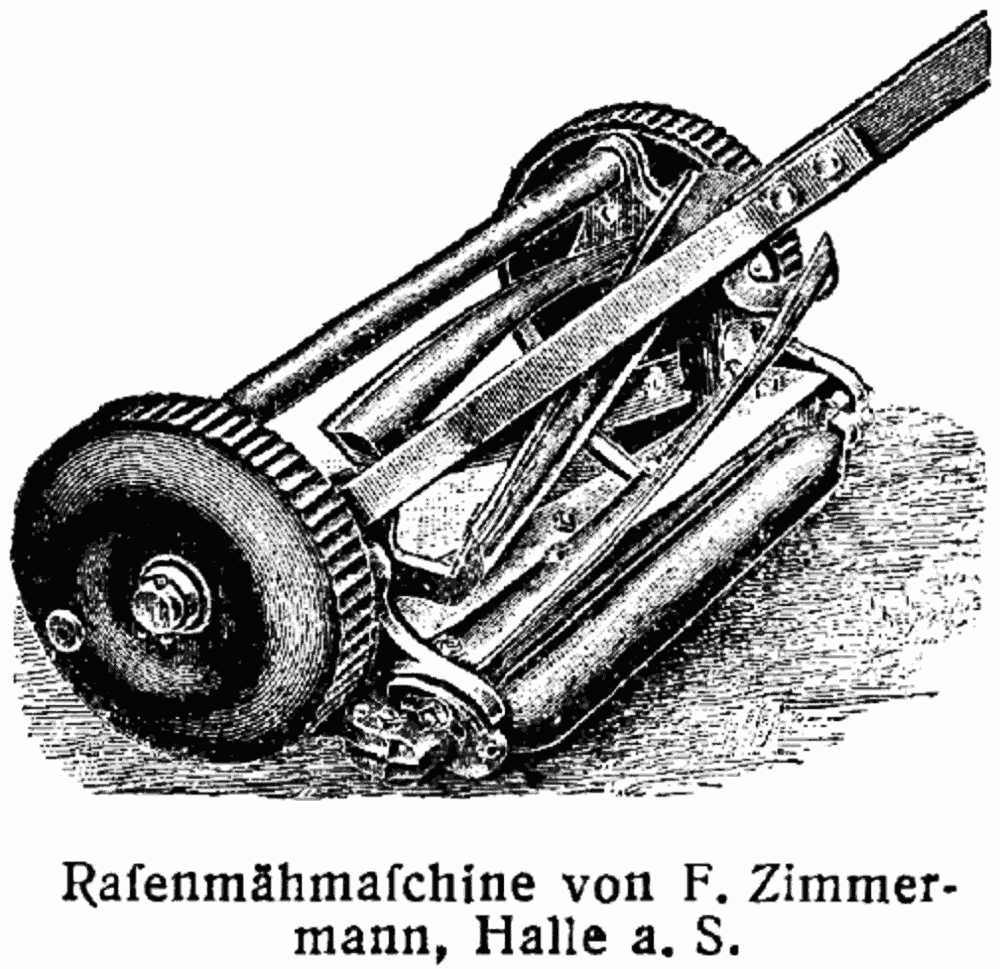
Tondeuse à gazon manuelle à lames hélicoïdales.

### Tondeuse sans moteur
La tondeuse à lames hélicoïdale est, souvent, un outil manuel qui redresse les brins d'herbe. Certaines tondeuses motorisées, le plus souvent tractées, utilisent aussi ce dispositif.

### Tondeuse à moteur thermique

#### Moteur 4-temps

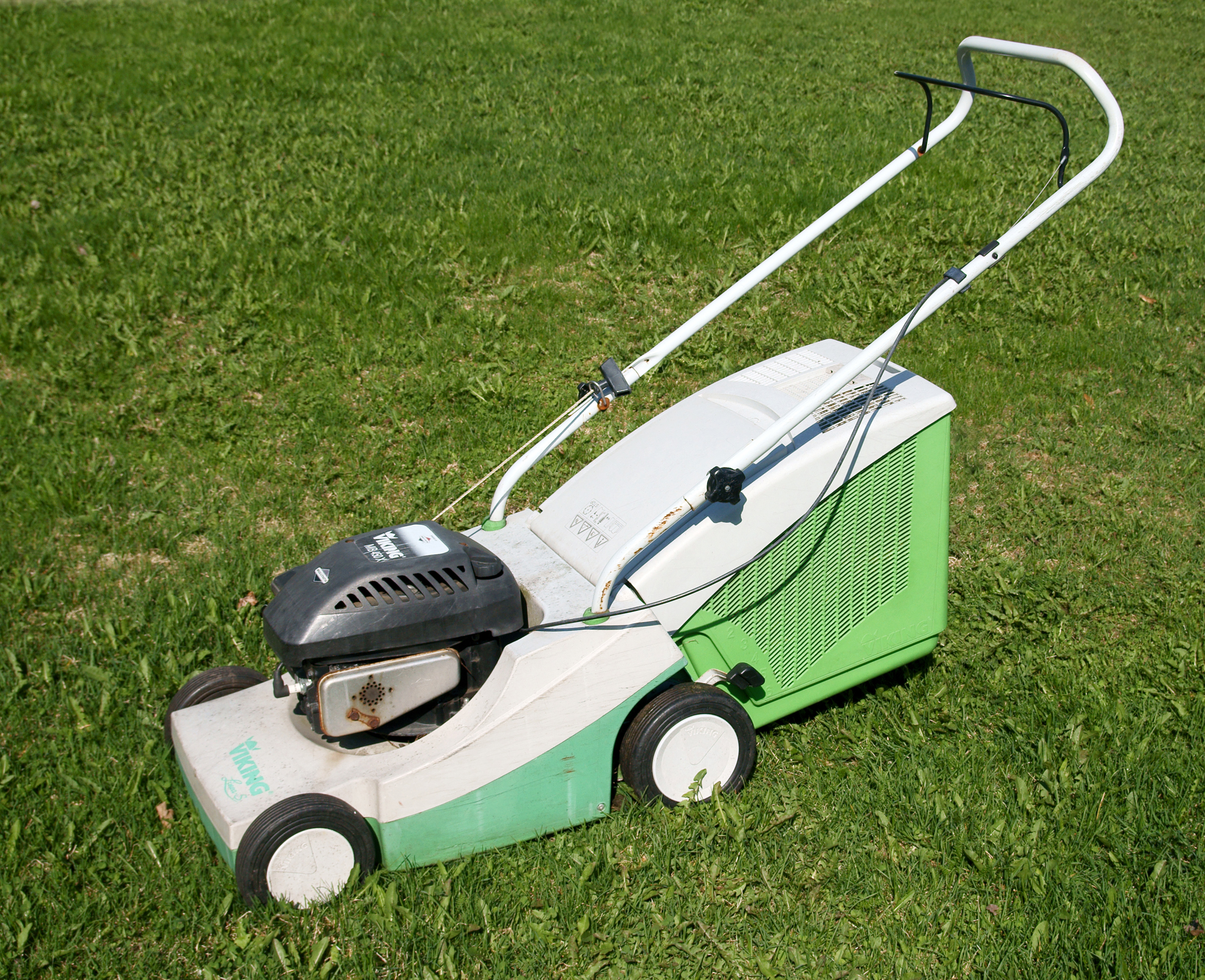
Tondeuse à gazon mécanique à lames rotatives.

Les moteurs utilisés sur les tondeuses à gazon sont à carburateur. La particularité des moteurs de tondeuse est de devoir être montés avec une lame pour fonctionner correctement, contrairement aux moteurs de motoculteurs et autres monocylindres quatre-temps. Les moteurs monocylindres quatre temps se distinguent en trois catégories, les moteurs à soupapes latérales, les OHV (soupapes en tête) et les OHC (arbre à cames en tête). La qualité de construction est très variable selon les marques et les modèles, d'où les variations de prix. Les moteurs à quatre temps ont l’avantage d'être moins gourmands en carburant que les moteurs à deux temps et d'être moins polluants. Le rendement est meilleur car la phase de balayage du deux temps est ici contrôlée par les soupapes. Ces moteurs fonctionnent avec du super sans plomb. Ils nécessitent une vidange d'huile. En général, la première vidange se réalise après une vingtaine d'heures de fonctionnement et sa périodicité est ensuite de 50 à 100 heures (il faut cependant respecter les prescriptions du constructeur). Pour un particulier, il est bon de faire au moins une vidange par an. On peut utiliser une huile de type monograde (SAE 30 puisque ces moteurs ne sont pas utilisés en période hivernale) ou une huile de type voiture (multigrade SAE 15W 40 par exemple).
Les moteurs à quatre temps des tondeuses ne réclament pas d'entretien complexe. Il faut veiller à la propreté du filtre à air car son colmatage réduit le rendement et augmente considérablement la consommation. Le carburateur peut parfois contenir une impureté (gouttelette d'eau, poussière) qui gêne le passage du carburant. Un moteur au fonctionnement non régulier en est le signe. Dans ce cas, une simple purge de la cuve à niveau constant est suffisante pour remédier au problème.
Pendant la période hivernale, il est bon de remiser la tondeuse et de s'occuper du moteur. Il faut vidanger complètement le carburant, vidanger l'huile et remettre de l'huile neuve. On peut aussi démonter la bougie pour vérifier sa couleur (brune normalement) et son usure (écartement des électrodes de 0,6 à 0,8 mm). Avant de remettre la bougie, verser  15 à 30 ml d'huile dans l'orifice et tirer doucement le lanceur. L'huile va se répartir autour du piston et le lubrifier. Remonter ensuite la bougie et tirer le lanceur pour ramener le piston en compression (on repère la compression par la résistance plus forte du lanceur). Le piston remonté, on réduit le volume, les soupapes sont fermées et les ressorts ne sont pas en compression. Le moteur peut rester ainsi longtemps. Au printemps, remettre du carburant (neuf) et redémarrer.

#### Moteur 2-temps
Les tondeuses à moteur deux-temps peuvent être utilisées sur tous types de terrain y compris dans les pentes de plus de 20 %. Seuls les moteurs deux-temps avec injection directe sont employés dans les productions de tondeuses actuelles. Moins cher, très simple mécaniquement, léger, l'entretien courant de ce type de moteur est minimal (bougie et filtre à air). Il est cependant plus gourmand en carburant (composé de 97 à 98 % de super et de 2 % à 3 % d'huile spéciale 2-temps semi-synthétique). Les fumées caractéristiques de ce type de motorisation sont aujourd'hui réduites grâce au faible pourcentage d'huile mélangée au carburant, ainsi qu'aux systèmes d'échappements catalysés.

### Tondeuse à moteur électrique
Il existe deux types de tondeuses à gazon à moteur électrique selon la source d'électricité : par câble ou par batterie.
Les deux modèles sont relativement silencieux, produisant généralement moins de 75 décibels, tandis qu’une tondeuse à essence peut être de 95 décibels ou plus.

#### Tondeuses alimentées par un câble électrique
Les tondeuses électriques à câble sont limitées dans leur rayon d'action par leur câble d’alimentation, à une distance d'environ 30 à 45 mètres de la prise de courant disponible la plus proche.
Le danger supplémentaire est la tonte accidentelle du câble d’alimentation qui, avec l'arrêt de la tondeuse, expose les utilisateurs au risque de choc électrique. L’installation d’un dispositif de courant résiduel (GFCI) sur la sortie peut réduire le risque de choc.

#### Tondeuses alimentées par batterie
Les tondeuses électriques sans fil sont alimentées par un nombre variable (généralement 1 à 4) de batteries rechargeables de 12 à 80 volts.
En règle générale, l'augmentation des batteries augmente le temps de fonctionnement et le poids. Les batteries peuvent être à l’intérieur de la tondeuse à gazon ou à l’extérieur. À l’extérieur, les batteries épuisées peuvent être rapidement échangées avec des batteries rechargées. Les tondeuses sans fil ont la maniabilité d’une tondeuse à essence et la convivialité environnementale d’une tondeuse électrique à câble mais sont plus chères et sont déclinées en un moindre nombre de modèles. L’élimination éventuelle des batteries usagées est problématique — même si les fabricants doivent les recycler —, et les moteurs de certaines tondeuses sans fil ont tendance à être moins puissants que les moteurs à essence du même poids total, batteries comptées.

## Types de déplacements

### À pousser ou autotractée

#### Tondeuse autotractée par un entraînement des roues par le moteur
De plus en plus, ce sont alors des tondeuses à propulsion pour des raisons de lestage des roues ou des rouleaux assurant la motricité. Elles existent avec moteur essence et pour certains modèles haut de gamme à moteur diesel.

#### Tondeuse surcoussin d'air
Cette tondeuse à l'avantage de pouvoir se mouvoir dans les 4 directions ; elle est plus commode sur les terrains pentus. Elle existe à moteur électrique ou à moteur essence.

### Tondeuse auto-portée
Les tondeuses auto-portées, pouvant avoir la forme de tracteurs-tondeuses, sont utilisées dans la tonte de terrains de superficies moyennes à grandes. Leur utilisation est conseillée pour des surfaces dépassant les 1 500 m2.

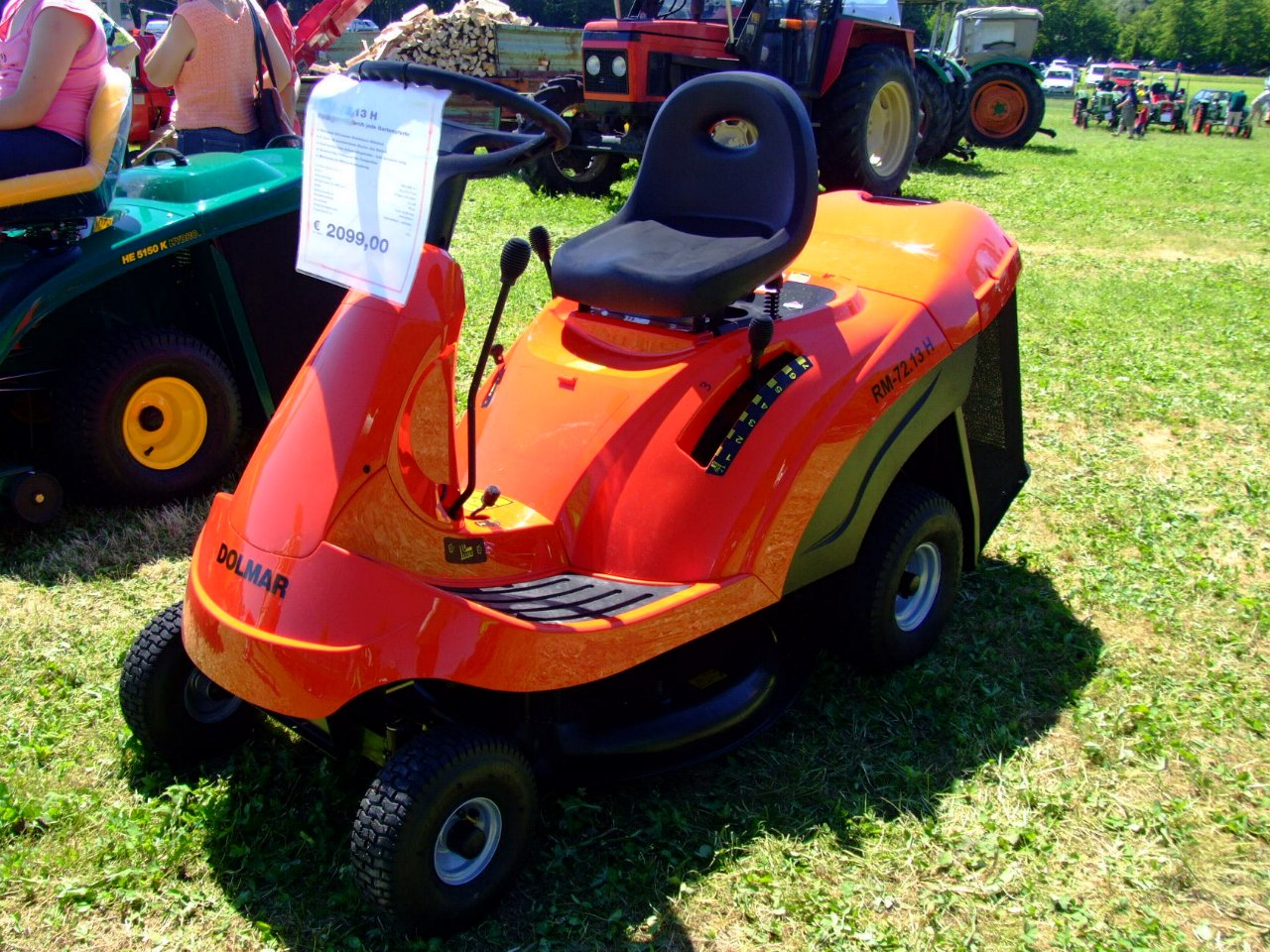
Tracteur-tondeuse Dolmar RM-72.13 H.

Les utilisateurs sont assis sur la machine. Les temps de tonte sont raccourcis.
Différentes tailles de coupe (plateau de coupe) existent selon les marques, de 72 centimètres à plus de un mètre.
Il est possible d'acquérir un tracteur tondeuse pour 1 000 € (bas de gamme). Nombre de ces tondeuses utilisent un moteur thermique bruyant, la batterie électrique ne sert alors qu'à assurer le démarrage.
Les aéroportées électriques sont plus onéreuses.
Les personnes qui utilisent ces tondeuses doivent porter des EPI de type : protection des pieds, protection des yeux, et protection des oreilles pour les tondeuses thermiques et motorisées.
L'American Academy of Pediatrics recommande que les enfants soient âgés d'au moins 12 ans avant d'utiliser une tondeuses derrière laquelle on marche, et d'au moins 16 ans avant d'utiliser une tondeuse autoportée. Ils doivent également faire preuve d'un jugement propre et de maturité.
Certaines tondeuses auto-portées électriques n'ont pas de moteur thermique, ce qui permet de réduire le bruit en mode déplacement ainsi que l'émission de monoxyde de carbone (CO), d'oxydes d'azote (NOx), de dioxyde de carbone (CO2), de rejet d'hydrocarbure (NC), de fumée et de particule (PM). Elles peuvent également atteindre un niveau sonore inférieur à 100 dB(A) comme les tondeuses thermiques.

### Tondeuse robot

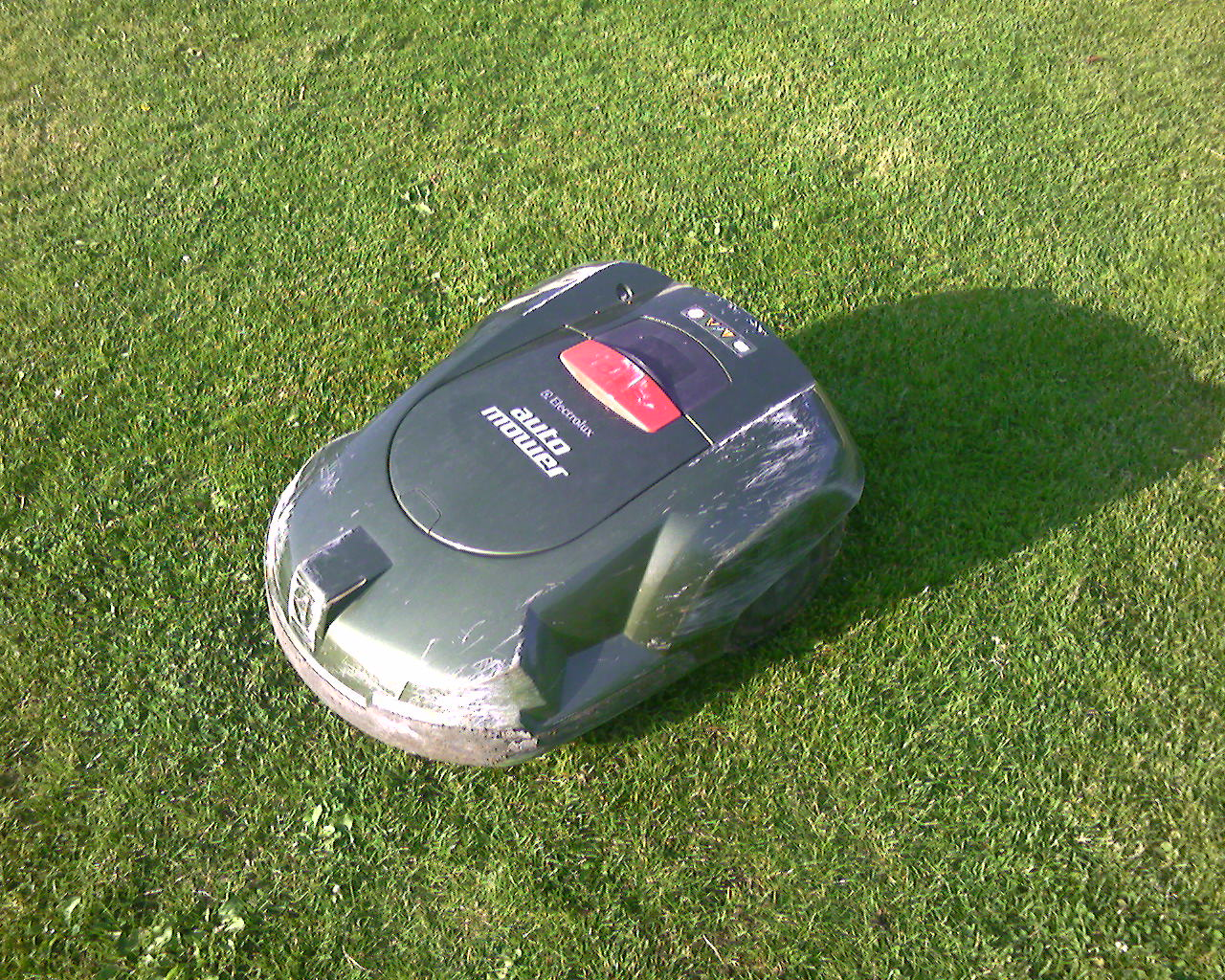
Tondeuse robot.

La tondeuse robot est une tondeuse à gazon robotisée, coupant peu d'herbe à la fois mais en permanence, limitant par le fait même l'apparition de mauvaises herbes.
Elle est alimentée par une ou des batterie(s) qu'elle recharge de manière autonome en allant les remplir toute seule sur sa station de charge quand le niveau d'électricité est faible. Cette tondeuse parcourt de manière aléatoire ou systématique la zone habituellement délimitée par un fil enterré.
Grâce à son fonctionnement électrique et sa faible puissance, la tondeuse robot émet très peu de bruit. Elle est plus sécuritaire que les tondeuses classiques car les lames, plus petites et légères, ont moins d'inertie et risquent donc moins de blesser quelqu'un.
Par son devoir d'être autonome le robot tondeuse fonctionne sous le principe du mulching. C'est-à-dire que le végétal coupé est directement rejeté là où il est prélevé. Le propriétaire de la tondeuse n'a donc pas de sac à vider. Ce principe permet de nourrir la terre de façon régulière et donc d'éviter au terrain certaines carences.

## Types de lames

### Lames hélicoïdales
C'est le premier principe de coupe, inventé dès 1831. les tondeuses sont munies de lames hélicoïdales fixées sur un cylindre tournant sur un axe horizontal. Ces tondeuses diffèrent des tondeuses rotatives car elles sont adaptées pour des gazons moins rustiques. Elles sont capables de couper à quelques mm du sol. Pour bien visualiser la technique de coupe, imaginer la coupe d'un ciseau. Ces tondeuses sont utilisées pour les terrains de golf et chez les particuliers qui recherchent un gazon plus net. En plus de la coupe plus nette, les rouleaux favorisent l'enracinement de l'herbe, ce qui donne un gazon plus dense avec moins de mauvaises herbes. La coupe est aussi plus rapide car ces tondeuses ont des vitesses d'avancement bien supérieures. Le rendement est important. Grâce au système de coupe lame / contre-lame, la puissance demandée est très inférieure à celle d'une lame rotative. Les moteurs sont donc moins puissants. Il est possible d'avoir une transmission par moteurs hydrauliques sur les éléments déportés. La rotation de roues peut aussi suffire à l'entrainement du cylindre (éléments traînés derrière un quad, un tracteur). Les tondeuses hélicoïdales, très répandues en Grande-Bretagne, commencent à trouver leur public en France.

### Lame(s) rotative(s)

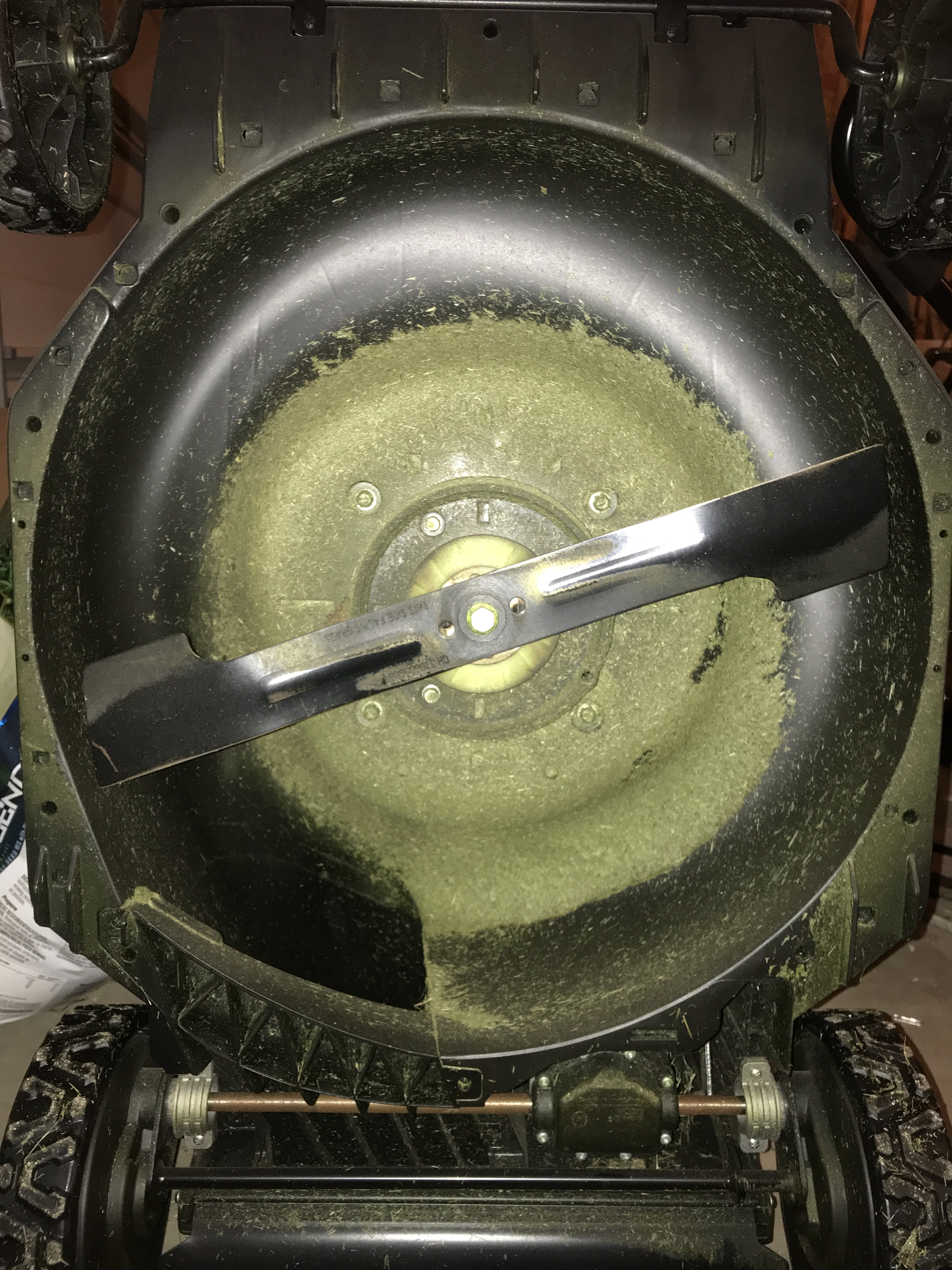
Lames rotatives.

Elles sont munies d'une à plusieurs lame(s) disposées horizontalement et protégée(s) par un carter. Elle(s) tourne(nt) à grande vitesse grâce à un entraînement par un axe vertical. La vitesse de rotation d'une lame est d'environ 3 000 tours par minute soit 50 tours/seconde, soit 100 passages de coupes. L'utilisateur doit garder à l'esprit le potentiel de dangerosité d'un tel engin.
La lame agit en trois étapes. Elle est munie de déflecteurs qui réalisent un mouvement d'air. C'est ce mouvement qui est aussi générateur de bruit en plus de celui du moteur. La lame aspire l'herbe et la redresse (ce que ne peut pas faire une tondeuse hélicoïdale), le biseau (à 45° environ) coupe l'herbe et le flux d'air provoque l'évacuation de l'herbe vers un bac ou vers une goulotte d'éjection lorsqu'il n'y a pas de ramassage. Pour remédier au problème des déchets causés par l'herbe, on utilise de plus en plus des tondeuses dont les lames et les carters spéciaux recoupent l'herbe qui retombe en petites particules. C'est ce que l'on appelle le mulching. Cette technique n'est pas toujours efficace sur des gazon hauts ou humides. Le mulching présente surtout l'avantage de ne plus avoir à ramasser et évacuer l'herbe vers une déchetterie puisque l'herbe ne constitue pas une bonne base pour le compostage. Le mulching constitue donc un gain de temps. Les tondeuses rotatives sont polyvalentes. Elles sont capables de travailler sur des espaces d'ornement mais aussi pour des zones d'herbes assez hautes.

### Fléaux
Certaines tondeuses électriques coupent l'herbe grâce à des mini fléaux attachés à un disque horizontal. Elle permet une coupe plus fine de l'herbe et donc un meilleur rendu de la pelouse.

## Accessoire de broyage
Munies de lames plissées, la tondeuse à « broyage » ou tondeuse « mulching », au lieu de récolter l'herbe dans un bac ou un sac, la laisse broyée en tout petits morceaux sur le sol. L'avantage est que ce système évite le ramassage du gazon. Il permet ainsi d'apporter de l'engrais sous forme organique à la pelouse et augmente la rétention en eau du sol. C'est un avantage en période sèche car cela réduit l'évaporation. Mais c'est aussi un désavantage car il favorise la dissémination des adventices si celle-ci sont montées en graines (dans ce cas, il faut utiliser le bac de ramassage au lieu de la fonction mulching) et pourrait favoriser la prolifération des mousses.
Ce système oblige à tondre plus souvent. Les lames s'émoussent ainsi prématurément et doivent donc être aiguisées ou remplacées fréquemment[réf. nécessaire]. Par ailleurs, le moteur de la tondeuse risque de se bloquer s'il y a trop d'herbe[réf. nécessaire] ; le broyage ainsi que la coupe risquent donc d'être imparfaits.

## Matériaux utilisés pour le plateau de coupe
La tôle d'acier, la fonte d'aluminium, et les matériaux plastiques.

### Tôle d'acier
- Avantage : coût moindre à l'achat.
- Inconvénients :
  - Nécessite un grattage et un séchage minutieux après chaque utilisation, sinon la rouille se développe pouvant à la longue perforer la tôle qui ne jouera donc plus son rôle protecteur contre les projections. Idéalement, il faut de temps en temps repeindre la tôle, toujours pour la même raison.
  - La tôle, en vibrant, augmente la pollution sonore de la tondeuse.

### Fonte d'aluminium
- Avantages : beaucoup plus solide et peu sensible à l'oxydation, ne nécessitant donc aucun entretien particulier.
- Inconvénients : augmente sensiblement le prix d'achat, ainsi que le poids de la machine.

### Plastiques
ABS et le Xenoy :
- Avantages : résistent aux chocs et à la corrosion tout en étant beaucoup plus légères.
- Inconvénient : ne conviennent pas pour les tondeuses professionnelles car les matériaux plastiques s'usent beaucoup trop vite.

## Éjections et contenants d'herbe

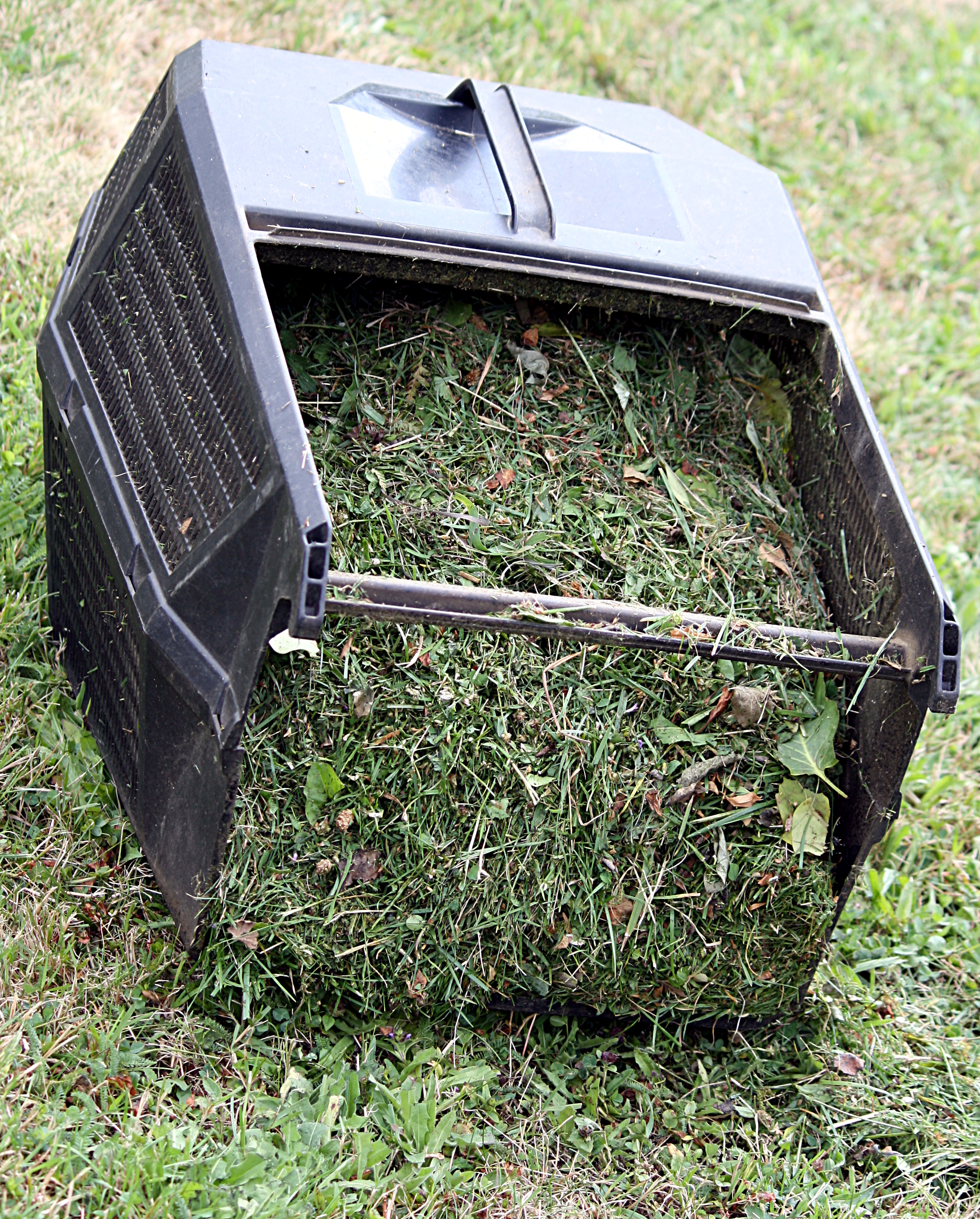
Éjection centralisée dans un collecteur plastique.

Il existe deux différents types d'éjection de l'herbe, l'éjection latérale et l'éjection centralisée et sans porte, celle-ci remplaçant de plus en plus celle-là. De même, il existe deux types de collecteur d'herbe : soit un sac en toile, perméable à l'air ce qui permet un meilleur remplissage, mais malheureusement pouvant être troué, soit un bac en métal ou en plastique. Le bac en métal, malgré sa solidité, est de plus en plus remplacé par un bac en matière plastique de nature identique à celle du carter. Le bac en matière plastique peut être cassé par des chocs assez violents mais est moins sensible à l'usure qu'un sac. Il faut noter que le bac risque de mal se remplir dans le cas de petites ouvertures d'aération quand elles sont bouchées tandis que dans le cas de larges ouvertures, l'herbe peut ressortir du bac. Dans le cas des tondeuses à lames hélicoïdales, l'éjection est frontale s'il y a un bac de ramassage, celui-ci étant alors toujours fabriqué dans les mêmes matières que celles choisies pour les autres types de tondeuses. N'importe quel véhicule muni d'une prise de force peut-être converti en tondeuse. Des tondeuses expérimentales à moteur Pantone existent. Dans le cas des tondeuses auto-moteur, si l'éjection est latérale, le ramassage se fait par un tube, actuellement le plus souvent en dur. L'inconvénient est que si la force de souffle est insuffisante le tube risque de se boucher. Dans le cas de machines professionnelles pour très grande surface, une soufflerie complémentaire est adjointe afin d'éviter cet inconvénient. Ce type d'éjection est bien souvent la seule possibilité pour ce type de tondeuse. Un autre inconvénient est que le tube ne fait qu'augmenter le prix d'achat. Trois types de transmission existent. Soit par une courroie, maintenant souvent dentée, ayant pour avantage une transmission plus douce car la déformation élastique de la courroie absorbe une bonne partie des contraintes mécaniques, tout en protégeant le moteur par sa rupture en cas de chocs violents. Soit encore de manière hydrostatique tant pour les tondeuses à poussée que pour les tondeuses auto-portantes. Pour les tondeuses auto-moteur, elle a l'avantage de leur permettre de fonctionner sans pédale d'embrayage comme avec une boîte de vitesses automatique. En revanche, elle supporte mal les chocs, même faibles. Enfin par un cardan pouvant être en plastique dur ou dans la même matière que la courroie et constituant alors un type de transmission ayant des caractéristiques intermédiaires entre les deux précédentes. Dans certaines tondeuses, la lame peut-être débrayée sans couper le moteur.

## En cas d'herbes hautes
Face à une hauteur d'herbe de 1 m à 1,5 m et si cela arrive souvent, une faux ou une débroussailleuse peuvent être employées, en particulier s'il y a invasion de ronces ou autres arbustes. Si c'est occasionnel, il vous est tout de même possible même pour des surfaces de quelques milliers de mètres carrés de vous en sortir avec votre tondeuse, s'il s'agit d'une puissante tondeuse thermique auto-tractée. Effectuez alors un premier passage en inclinant votre tondeuse de 30 à 45 degrés par rapport à l'horizontale, les roues arrière étant au sol et en position très haute, et les roues avant levées (il faut prendre soin d'être seul dans le terrain pour éviter tout risque d'accident, et cela demande une très bonne forme physique). Cela aura pour effet de décapiter et de désépaissir les herbes tout en évitant le bourrage. Une seconde tonte avec tondeuse en position horizontale normale et roues en position la plus haute possible pourra ensuite être effectuée si l'herbe est bien sèche, suivie d'une troisième tonte en position basse.

## Dangers et impacts environnementaux des tondeuses

### Risque de blessure
Les tondeuses à gazon sont des engins dangereux. Chaque année des milliers de personnes se blessent[réf. nécessaire], le plus souvent aux mains, oubliant les précautions d'usage élémentaires (ne pas toucher à la lame sans avoir débranché la prise de courant pour une tondeuse électrique ou ôté le capuchon de la bougie sur les moteurs thermiques).
En France, les chiffres de l'enquête permanente sur les accidents de la vie courante (EPAC) donnent 831 accidents liés à l’utilisation d’une tondeuse à gazon se sont produits entre 2004 et 2010. 738 — soit 89 % — ont 15 ans ou plus, 92 — soit 11 % — ont moins de 15 ans.
Chez les plus de 15 ans, les accidents sont principalement des coupures ou perforations (59% des cas), les coups ou chocs (13 %), les chutes (10 %), les faux mouvements ou surmenage (7 %), et les corps étrangers dans l’œil (81 % des cas, et en particulier les doigts, 94 %); de plus cinq personnes ont été électrisées sans conséquences dramatiques et quatre adultes ont été brûlés soit par inflammation d’essence de la tondeuse soit par contact avec le moteur ou le pot d’échappement:
- en cas de coupure/perforation, les principaux organes touchés sont la main (81 % des cas, et en particulier les doigts, 94 %): cinquante-deux victimes ont subi une amputation, d’un ou plusieurs doigts dans 83 % des cas, ou d’un ou plusieurs orteils dans 17 % des cas.

Les enfants de moins de 15 ans sont touchés dans toutes les tranches d'âge: 39 % des enfants touchés de moins de 15 ans ont moins de 5 ans.
Les blessures des enfants sont coupure ou perforation (31 % des cas), écrasement (3 %), les coups ou chocs (30 %), les chutes (15 %), et les corps étrangers dans l’œil (5 %), et seulement 3 cas de faux mouvements ou surmenage (3 %). Les enfants sont plus blessés aux pieds et aux orteils qu'aux mains et aux doigts. Les amputations chez les enfants ont touché 8 garçons de 2 à 8 ans, dont 5 cas concernant un ou plusieurs orteils et 2 cas un doigt, et, un enfant de deux ans a eu une partie du pied sectionnée par une tondeuse.
Des dispositifs, le plus souvent sous forme de leviers, sont maintenant obligatoires pour les tondeuses modernes. Ces dispositifs, suivant le type de tondeuse, peuvent soit arrêter le moteur, soit immobiliser la lame et, en cas de tondeuse assistée par un entraînement des roues par le moteur, stopper son avancement.

### Risque chimique
Les tondeuses à gazon fonctionnant à l’essence présentent des risques pour la santé, en raison des émanations nocives hautement concentrées que provoque l’essence, qui touche les voies respiratoires et le système nerveux, et peut provoquer un cancer du sang, en cas d’exposition trop prolongée à la benzine. Ces tondeuses, n’étant pas équipées de catalyseur, produisent la même quantité de benzène que 26 voitures.[réf. nécessaire] En outre, inhaler des vapeurs d’essence ou en absorber par la peau, peut conduire à de sévères intoxications. Une alternative à l’essence classique pour ces tondeuses est l’essence alkylée. Elle permet d’éliminer 95 % des substances nocives. Ce carburant est très pur : il est pauvre en benzène, xylène, toluène et autres hydrocarbures dangereux. Sa combustion produit en outre peu de particules fines.

### Risque auditif

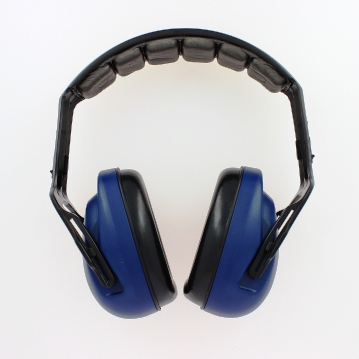
Serre-tête à coquille.

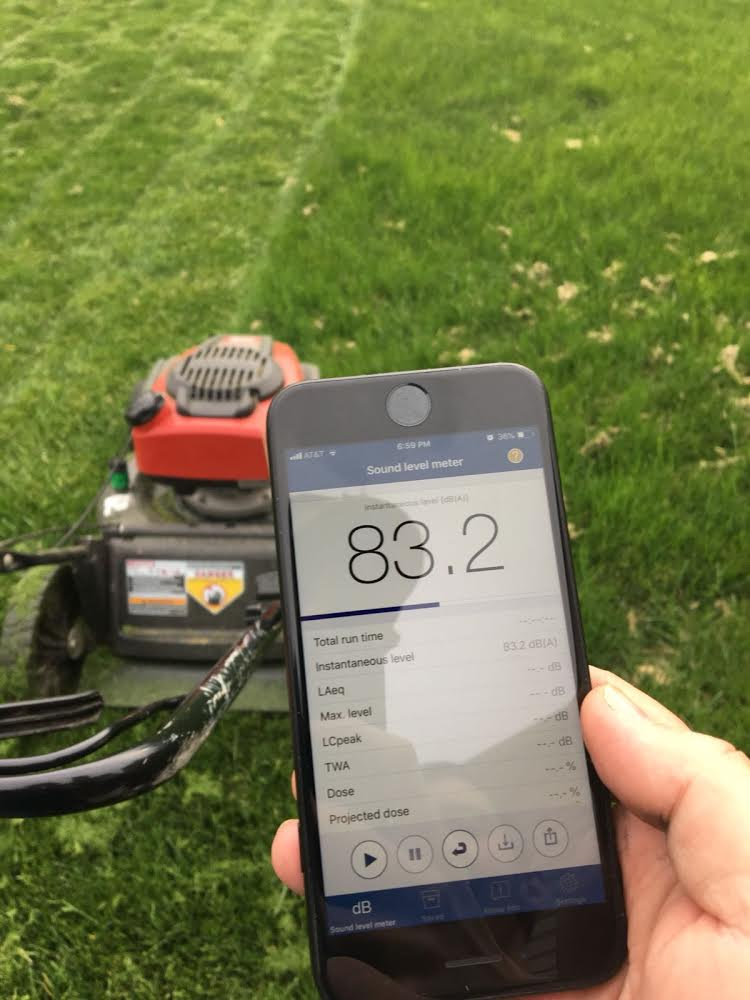
Mesure du bruit d'une tondeuse mesuré par un NIOSH Sound Level Meter.

La première source de plainte est la pollution sonore. La principale source du bruit, assez pénible, est provoquée par les lames courbées pour pousser l'herbe coupée dans le sac ou celles du mulching. La réglementation a commencé à limiter leur puissance (Certaines collectivités ou règlements de quartier ou de lotissement ont aussi interdit l'usage de tondeuses le dimanche et après une certaine heure). Le niveau sonore de certaines tondeuses est assez élevé pour endommager l'audition, il est conseillé d'utiliser un système de protection auditive, sous peine de risques d'acouphènes puis de pertes auditives. Ces inconvénients ne s'appliquent pas aux tondeuses autonomes, peu bruyantes. Les tondeuses hélicoïdales sont moins bruyantes grâce notamment à leur système de coupe spécifique (lame / contre-lame), qui nécessite un moteur moins puissant ;

### Autres impacts environnementaux
Ils varient beaucoup selon le type de tondeuse. Les tondeuses manuelles ont une très faible empreinte écologique et une empreinte carbone nulle concernant leur fonctionnement, mais elles ne conviennent pas aux grandes surfaces. Les tondeuses motorisées génèrent plus d'impacts. Ces impacts sont localement moindre quand la tondeuse est électrique, mais elle a alors des impacts différés dans l'espace et dans le temps, variables selon le mode de production, de transport et éventuellement stockage de l'électricité.
- Consommation énergétique : Les tondeuses à moteur thermique ou électrique sont aussi très consommatrices, voire gaspilleuses, d'énergie (électrique et/ou fossile) ;
- Pollution de l'air : Les tondeuses à moteur thermique émettent de grandes quantités de gaz (CO, CO2, NOx…) et des particules (carbone, molécules et particules issues des plantes coupées). 
Concernant les tondeuses motorisées automotrices à essence, une étude de 2001 a montré que certaines d'entre elles polluent autant l'air (émissions autres que dioxyde de carbone) que la conduite d'un véhicule de modèle 1992[11]. Une autre étude de la Commission du Texas sur la qualité de l'environnement a conclu que la quantité de pollution horaire produite par une tondeuse à essence était proportionnellement quatre fois plus élevée que celle d'une voiture[12]. En outre, plus les tondeuses à moteur thermique sont utilisées tôt et quand il fait beau, plus leurs gaz ont le temps de produire de l'ozone toxique sous l'effet des rayons UV solaires, en particulier quand il y a peu de vent ou en situation d'inversion atmosphérique. Il est donc recommandé de tondre en fin d'après-midi[12]. Pour les jardins individuels, la Commission texane recommande maintenant « Une tondeuse à main non motorisée, fonctionnant sans pollution, qui permet de tondre tranquillement dans la fraîcheur du petit matin, et procure un peu d'exercice tout à la fois »[12],[13]. Cette commission recommande aux Texans de réaliser des jardins secs ou xériques (xeriscapes ; c'est-à-dire paysages secs pour les anglophones), plutôt que des gazons irrigués nécessitant des tontes fréquentes[12]. 
Depuis 2011, aux États-Unis, l'EPA publie des normes pour les émissions des équipements d'entretien des pelouses, visant à terme une réduction d'au moins 35 % de leurs émissions polluantes[14] ;
- Impacts faunistiques : Les lames et roues peuvent tuer un certain nombre d'animaux (reptiles, amphibiens, insectes et autres invertébrés vivant dans la strate herbacée). Plus la tondeuse est rapide, moins les animaux qui le peuvent ont le temps de fuir ;
- écobilan : il varie selon les modèles et est rarement disponible. Les tondeuses automotrices, en particulier les gros modèles, sont plus consommatrices de ressources et sont sources de quantités plus importantes de déchets à éliminer ou retraiter en fin de vie.

## Alternatives non mécaniques ou plus extensives
Dans le cadre de la gestion différentiée ou extensive, la conversion de gazons en faciès prairiaux, avec gestion par la fauche tardive (manuelle ou mécanique) se développe.
Une alternative à la tondeuse, souvent dans le cadre d'un programme de gestion différenciée est le recours à  l'éco-pastoralisme urbain, via l'utilisation de petits groupes d'animaux herbivores (moutons, bovins, ânes, caprins, poneys) loués à des agriculteurs ou déplacés à la demande par une association spécialisée qui s'occupe de l'installation d'enclos provisoires et du suivi des animaux.

## La tonte facteur de biodiversité
Les prairies sont des éléments clés de la biodiversité dans les paysages européens. Pourtant, selon le rapport de l'Agence européenne pour l'environnement sur l'état de la nature en 2020, la moitié est dans un état délabré, ce qui contribue de façon significative à l'effondrement de la biodiversité notamment des plantes, des insectes et des oiseaux des champs. La principale cause de ce délabrement est l'agriculture intensive, dont l'usage des engrais azotés qui favorisent les graminées au détriment des plantes à fleurs et des insectes qui leur sont liés.

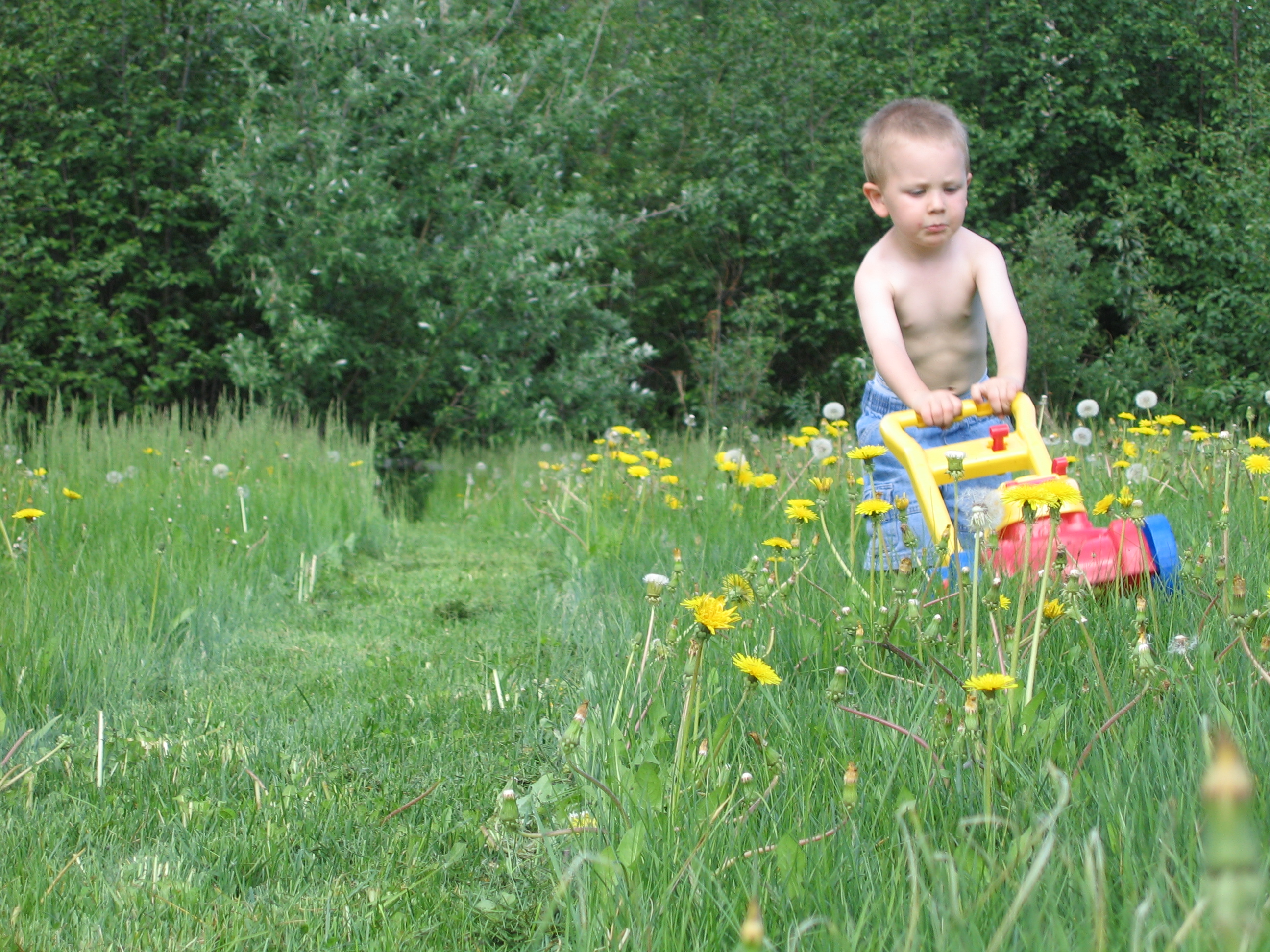
Pelouse tondue en tonte différenciée.

Dans ce contexte, les pelouses urbaines représentent une grande opportunité pour la conservation de la biodiversité. D'autant plus que le maintien de la prairie par la tonte est indispensable pour éviter l'enfrichement. Cela stimule même la pousse de certaines orchidées. Mais des conditions sont nécessaires pour transformer l'uniformité des gazons en lieu de vie :
Retarder la première tonte printanière permet de laisser le temps aux plantes et aux insectes de réaliser leur cycle de vie. Cela a des effets positifs ou neutres sur la biodiversité des plantes et des invertébrés selon les espèces considérées,.
Alors que la tonte à fréquence élevée n'est pas durable, la réduction de sa fréquence augmente considérablement la diversité des plantes et des insectes, même dans des zones très peuplées et très dégradées,. Elle est aussi plus appropriée pour maintenir les communautés microbiennes et fongiques du sol et sa fertilité en facilitant la minéralisation de l'azote. Par exemple, à Tübingen en Autriche, six ans après un changement de gestion, les pelouses à fréquence de tonte réduite à deux par saison abritaient 30 % d'espèces végétales de plus que les pelouses gérées de manière intensive 6 à 12 fois par saison. Elles étaient plus hétérogènes à la fois au sein des prairies et entre elles. En outre, la composition des espèces des pelouses moins fréquemment fauchées est passée d'espèces communes tolérant la tonte à des espèces typiques des prairies.
En tondant une partie du jardin et en laissant dans d'autres les herbes se développer, la tonte différenciée est également une technique qui a fait ses preuves. Ainsi, varier la tonte dans le temps et l'espace avec des lignes de tonte sinueuses ou laisser libre les bordures ou des îlots permet de créer des microbiotopes diversifiés autant au sein de la végétation que dans le sol.